# Częstoborowice
Częstoborowice – wieś w Polsce położona w województwie lubelskim, w powiecie świdnickim, w gminie Rybczewice. 
W latach 1975–1998 miejscowość administracyjnie należała do ówczesnego województwa lubelskiego.
Wieś szlachecka położona była w drugiej połowie XVI wieku w powiecie lubelskim województwa lubelskiego. W okresie Królestwa Polskiego istniała gmina Częstoborowice.
Wieś jest sołectwem w gminie Rybczewice. Według Narodowego Spisu Powszechnego z roku 2011 wieś liczyła 461 mieszkańców.

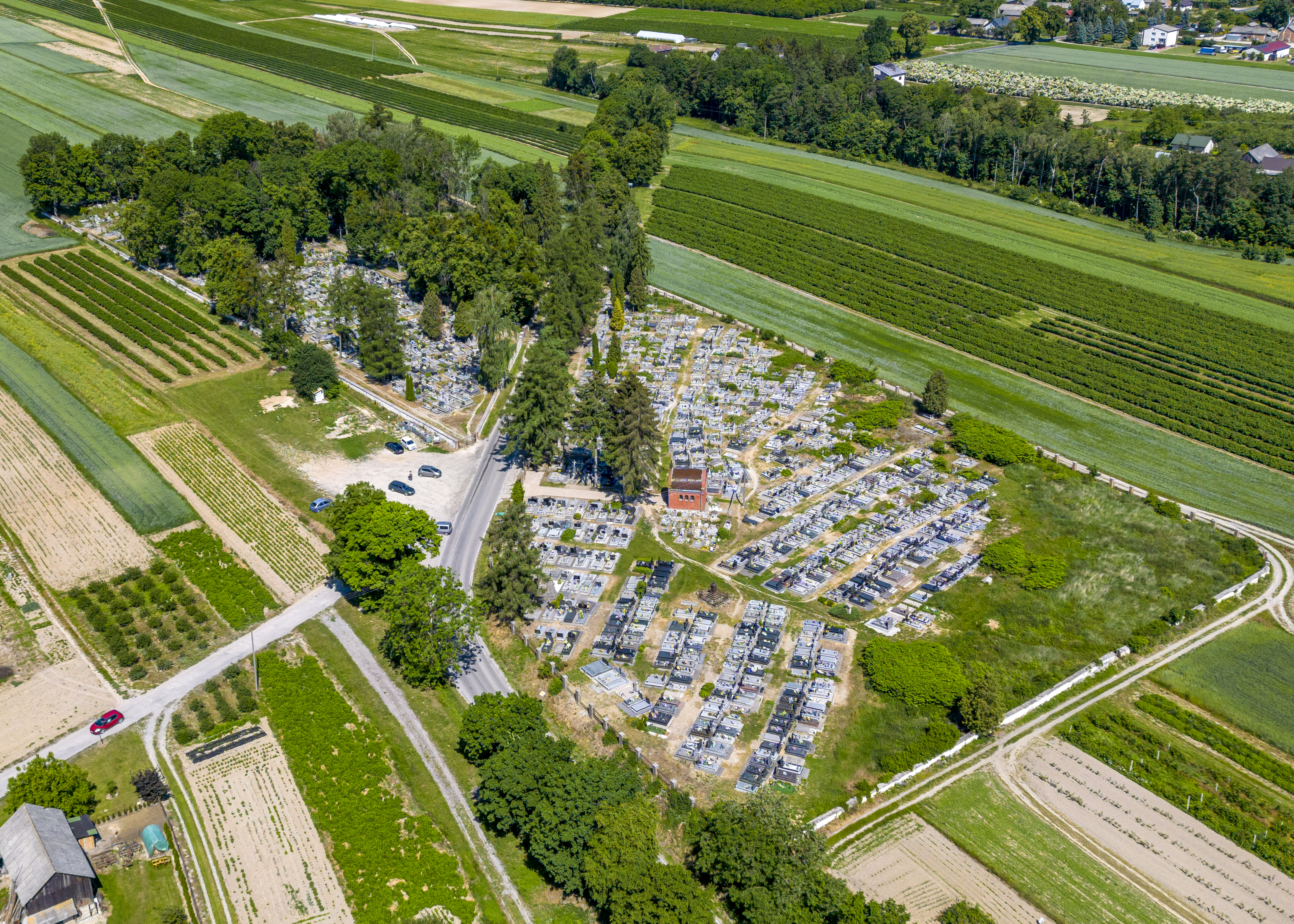
Cmentarz w Częstoborowicach

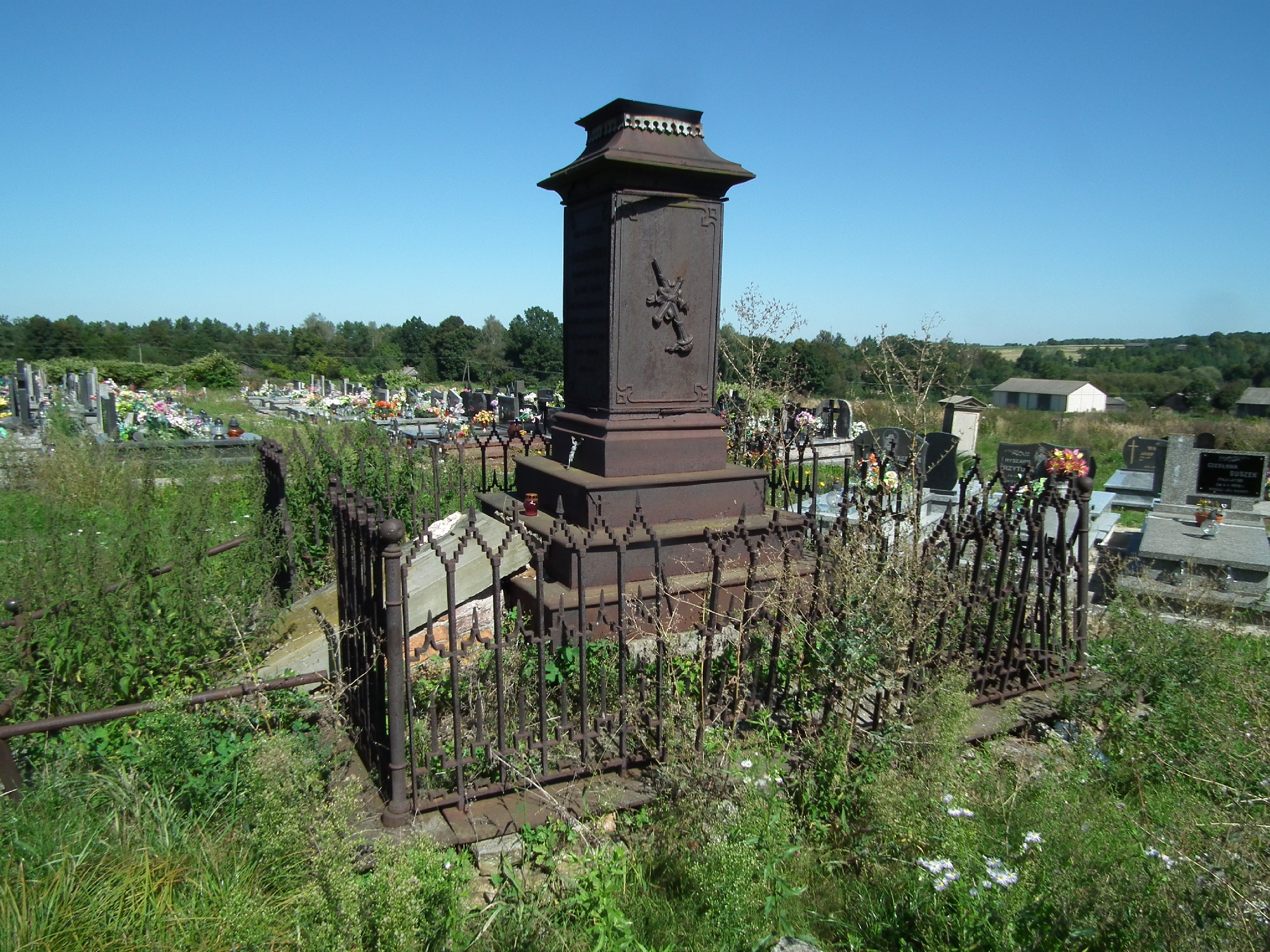
Jeden ze starych nagrobków na cmentarzu w Częstoborowicach

## Historia
Wieś szlachecka notowana w roku 1326-27 jako „Canstoborowicz”, położona nad rzeką Giełczew, historycznie w powiecie lubelskim parafii własnej. W roku 1359 graniczy z wsią Gorzków w ziemi chełmskiej. W roku 1465 z Rybczewicami.
Pierwszym znanym włodarzem wsi był 1359 Wojsław Ziółkowski z Częstoborowic. Z podziału dóbr rodzinnych Częstoborowice przypadają w roku 1430 Wojciechowi, a następnie wdowie po nim Annie. W roku 1451 działy ziemskie wsi należały do kilku właścicieli: byli to Mikołaj z Rybczewic, Katarzyna Dłotowa, Stanisław z Koziegogrzbietu. Z początkiem wieku XVI, pobór płaci Jan Stryjeński z 1 łana kmiecego. Wsi nadano prawo niemieckie, w roku 1457 wójtem był Stanisław Garbowski.
Częstoborowice, w roku 1531 pisano jako „Cząstoborowicze”. Była to wówczas wieś w powiecie krasnostawskim. W roku 1531 istniał tu już kościół parafialny. W roku 1676 Boglewski podsędek czerski daje pogłówne od 74 poddanych, 7 osób z dworu, 2 szlachty.
W wieku XIX Częstoborowice stanowiły wieś z folwarkiem oraz dobra w powiecie krasnostawskim, gminie Rybczewice, parafii własnej. We wsi kościół parafialny murowany z XVIII wieku, poariański. Według spisu miast, wsi, osad Królestwa Polskiego z 1827 roku było tu 37 domów i 216 mieszkańców. Około roku 1880 osad włościańskich było 48 z gruntem 803 morgi należącym do włościan. Dobra Częstoborowice składały się z folwarków: Częstoborowice i Podizdebno, a także wsi Częstoborowice. Rozległość dominalna dóbr wynosiła 1455 mórg. Parafia Częstoborowice podlegała dekanatowi w Krasnymstawie i liczyła 3890 dusz.

## Powstanie styczniowe
W dniu 30 lipca 1863(dts) roku miała tu miejsce jedna z bitew powstania styczniowego – bitwa pod Częstoborowicami, zakończona przegraną powstańców.